# Tanjung Kedabu
Tanjung Kedabu is een bestuurslaag in het regentschap Kepulauan Meranti van de provincie Riau, Indonesië. Tanjung Kedabu telt 2110 inwoners (volkstelling 2010).